# Vulturul mărilor
Vulturul mărilor (titlul original: în rusă Морской ястреб, transliterat: Morskoi iastreb) este un film sovietic de aventuri de război, realizat în 1941 de regizorul Vladimir Braun, protagoniști fiind actorii Ivan Pereverzev, Andrei Fait, Liudmila Morozova.

## Conținut
Ultimele zile din ajunul celui de-Al Doilea Război Mondial. În Marea Neagră, un submarin german, deghizat ca o navă cu pânze a flotei comerciale, atacă nave comerciale străine și le scufundă. Din fiecare dintre navele scufundate, ei iau o persoană la bord care devin martori ai unor noi crime comise de comandantul submarinului german (Andrei Fait).

## Distribuție
- Ivan Pereverzev – Aleksandr Naidionov
- Andrei Fait – comandantul submarinului german
- Leonid Kmit – comandorul Lastockin
- Liudmila Morozova  – Liudmila, soția lui Naidionov
- Kiril Pozdniak  – Stepan Nikitovici Pozdniakov
- Mihail Grodski  – Grin
- Hans Klering  – ofițerul
- Ceslav Sușkervici  – Karpenko, matroz
- Ivan Bobrov  – Vania, fochist
- Leon Rahlenko  – contraamiralul
- Nikolai Komisarov  – Sverdrup, ajutorul de comandant pe «Undinî»
- Osip Abdulov  – Ivan Akimovici
- Evgheni Agheev – Seredin, secundul
- Anatoli Nikitin – Kașkin, un matroz
- Grigori Mihailov –
- Andrei Sova – timonierul pe «Viatke»
- Aleksei Dolinin – un matroz
- Victor Proklov  – matrozul-fochist
- Oleg Lipkin  – un matroz
- Nikolai Volkov  – căpitanul capturat (nemenționat)
- Emanuil Geller  – căpitanul capturat (nemenționat)